# Monika Vaiciukevičiūtė
Monika Vaiciukevičiūtė (* 3. April 1996 in Pabradė) ist eine litauische Leichtathletin und Geherin.

## Leben
In ihrer Kindheit spielte Monika Vaiciukevičiūtė Fußball. Nach dem Abitur am „Ryto“-Gymnasium Pabradė in der Rajongemeinde Švenčionys absolvierte sie das Bachelor- und Masterstudium an der Klaipėdos universitetas in Klaipėda.
2016 legte Monika Vaiciukevičiūtė bei dem Wettbewerb in der Slowakei erstmals die 20 km lange Strecke zurück und erfüllte den olympischen Standard. Im selben Jahr wurde sie bei der Team-Weltmeisterschaft von ihrer Zwillingsschwester Živilė Vaiciukevičiūtė überholt, die die Nationalmannschaft bei Olympischen Sommerspielen vertrat. 2017 wurde Monika Mitglied der litauischen Nationalmannschaft und vertrat bei den Weltmeisterschaften im 20-km-Gehen ihr Land.
Ihr Trainer ist Geher Viktoras Meškauskas.